# Robotul care-mi seamănă
The Robot Who Looked Like Me (Robotul care-mi seamănă)  este o colecție de povestiri științifico-fantastice de Robert Sheckley din 1978. A fost publicată de Sphere Books.
Conține povestirile:
1. "The Robot Who Looked Like Me" (Cosmopolitan, 1973) Un om construiește o versiune robot a sa pentru ca acesta să preia din sarcinile sale și astfel să aibă timp liber suplimentar.
2. "Slaves of Time" (Nova 4, 1974)
3. "Voices" (Playboy, octombrie 1973)
4. "A Supplicant in Space" (Galaxy, noiembrie 1973, ca "A Suppliant in Space".)
5. "Zirn Left Unguarded, The Jenghik Palace in Flames, Jon Westerly Dead" (Nova 2, 1972) Un raport de stare de la un avanpost militar din spațiul cosmic.
6. "Sneak Previews" (Penthouse, august 1977)
7. "Welcome to the Standard Nightmare" (Nova 3, 1973)
8. "End City" (Galaxy, mai 1974, cu final diferit.)
9. "The Never-Ending Western Movie" (Science Fiction Discoveries, 1976) O zi din viața unui vedete de televiziune, care a apărut continuu într-un western în ultimii peste 20 de ani.
10. "What is Life?" (Playboy, decembrie 1976) Unui călător în Nepal i se pune întrebarea din titlu (ce este viața?) de către o voce din munte
11. "I See a Man Sitting on a Chair, and the Chair is Biting His Leg" (The Magazine of Fantasy & Science Fiction, ianuarie 1968; scrisă împreună cu Harlan Ellison, cu toate că Ellison nu este menționat). Prezintă un om care este urmărit printr-un oraș din viitor asemănător Las Vegasului de obiecte necumpătate care au o afecțiune nefirească pentru acesta.
12. "Is That What People Do?" (Anticipations, 1978).  Un om găsește o pereche de binocluri și le folosește pentru a observa oamenii de pe clădirile înalte din apropiere.
13. "Silversmith Wishes" (Playboy, mai 1977)